# Philistina tibetana
Philistina tibetana är en skalbaggsart som beskrevs av Oliver Erichson Janson 1917. Philistina tibetana ingår i släktet Philistina och familjen Cetoniidae. Inga underarter finns listade i Catalogue of Life.